# Miconia ternatifolia
Miconia ternatifolia är en tvåhjärtbladig växtart som beskrevs av José Jéronimo Triana. Miconia ternatifolia ingår i släktet Miconia och familjen Melastomataceae. Inga underarter finns listade i Catalogue of Life.